# Ligne 2 du métro de Santiago
Pour les articles homonymes, voir Ligne 2.
La ligne 2 est une des sept lignes du métro de Santiago, au Chili.
Elle dispose de vingt-six stations en service, dont cinq sont en correspondances avec une autre ligne du métro.

## Histoire

### Chronologie
- 1972 : lancement des travaux de la ligne
- 31 mars 1978 : mise en service de la ligne entre Los Héroes et Franklin[1]
- 21 décembre 1978 : prolongement de Franklin à Lo Ovalle[1]
- 15 septembre 1987 : prolongement de Los Héroes à Puente Cal y Canto[1]
- 1990 : Circulation du premier NS-88 (rame 3050), remplacement du NS-74 (rame 3029) attaqué à la station Tobalaba
- 8 septembre 2004 : prolongement de Puente Cal y Canto à Cerro Blanco[1]
- 22 décembre 2004 : prolongement de Lo Ovalle à La Cisterna[1]
- 25 novembre 2005 : prolongement de Cerro Blanco à Einstein[1]
- 21 décembre 2006 : prolongement de Einstein à Vespucio Norte[1]
- janvier 2013 : Circulation des trois NS-2004 venant de la ligne 1 depuis fin 2012
- 13 septembre 2018 : Circulation du premier NS-2016 sur la ligne
- 27 novembre 2023 : prolongement de La Cisterna à Hospital El Pino[2]

## Caractéristiques

### Ligne
La ligne dispose de 26 stations ouvertes, dont cinq sont en correspondances avec une autre ligne du métro, pour une longueur de 25,6 km, dont 15,5 km en souterrain.
Elle dispose également de deux raccordements avec le reste du réseau : avec la ligne 5 (à la station Santa Ana) en direction de Plaza de Maipú à pointe ; et avec la ligne 1 (à la station Los Héroes) en direction de San Pablo à pointe.

### Stations

#### Liste
Les stations, dans la direction nord-sud, sont les suivantes :
- Vespucio Norte
- Zapadores
- Dorsal
- Einstein
- Cementerios
- Cerro Blanco
- Patronato
- Puente Cal y Canto
- Santa Ana
- Los Héroes
- Toesca
- Parque O'Higgins
- Rondizzoni
- Franklin
- El Llano
- San Miguel
- Lo Vial
- Departamental
- Ciudad del Niño
- Lo Ovalle
- El Parrón
- La Cisterna
- El Bosque
- Observatorio
- Copa Lo Martinez
- Hospital El Pino

#### Stations ayant changé de nom
- Parque est devenue Parque O'Higgins dans les années 1980
- Rondizzoni-Famae est devenue Rondizzoni en 1997

## Matériel roulant
Douze NS-74, un NS-88, onze NS-2004 et trois NS-2016 circulent sur la ligne.